# کاراکال (سرده)
کاراکال (Caracal) یک سرده در زیرخانوادهٔ گربه‌ایان کوچک از خانواده گربه‌ایان است. این سرده توسط جان ادوارد گری در سال ۱۸۴۳ پیشنهاد شد که پوستی یافت‌شده در دماغه امید نیک را در مجموعهٔ موزه تاریخ طبیعی لندن توصیف کرد. این سرده را در گذشته، یک آرایه تک‌نماد می‌دانستند که فقط از گونه نماد آن، سیاه‌گوش (C. caracal) تشکیل شده‌است.
تجزیه و تحلیل فیلوژنتیک نشان داد که سیاه‌گوش، گربه طلایی آفریقایی (C. aurata) و یوزگربه (Leptailurus serval) از نظر ژنتیکی، بسیار به هم مرتبط هستند و یک دودمان ژنتیکی را تشکیل می‌دهند که از نیای مشترک گربه‌ایان در ۷٫۹۱ تا ۴٫۱۷ میلیون سال پیش، جدا شده‌است. اکنون، گربهٔ طلایی آفریقایی نیز در فهرست سرخ آی‌یوسی‌ان، در سردهٔ کاراکال، طبقه‌بندی شده‌است.